# پادشاهی مصر
پادشاهی مصر (به عربی: المملکة المصریة) یک حکومت در مصر است که در خاورمیانه واقع شده بود.
عمر این پادشاهی از ۱۹۲۲ تا ۱۹۵۳ بود. این پادشاهی هنگامی که استقلال مصر از بریتانیا اعلام شد در سال ۱۹۲۲ تأسیس شد. احمد فؤاد پادشاه نخست دولت جدید شد، پس از وی ملک فاروق در سال ۱۹۳۶، سپس فؤاد دوم مصر سال ۱۹۵۲ آخرین پادشاه بود. انقلاب ۱۹۵۲ مصر توسط افسران آزاد به رهبری ارتشبد محمد نجیب و جمال عبدالناصر به اعلان جمهوری عربی مصر انجامید. در هنگام فروپاشی جمعیت آن به حدود ۲۲ میلیون تن رسیده بود.

## تاریخ

### سلطنت و پادشاهی
در دوره عثمانی، این کشور به عنوان ایالت مصر اداره می شد و به دنبال آن ایالت خراجی خودمختار خدیوی مصر که توسط خاندان محمدعلی اداره می شد، اداره می شد.در سال 1914 خدیو عباس دوم در جنگ جهانی اول در کنار امپراتوری عثمانی و قدرت های مرکزی قرار گرفت و به سرعت توسط انگلیسی ها به نفع عمویش حسین کامل خلع شد و سلطنت مصر را ایجاد کرد.حاكميت عثمانی بر مصر كه از سال 1805 بیش از يک افسانه قانونی نبود، اكنون رسماً فسخ شده است.حسین کامل به عنوان سلطان مصر اعلام شد و این کشور تحت الحمایه بریتانیا قرار گرفت.

### پس از جنگ جهانی اول
گروهی موسوم به وفد (به معنای «هیئت») در کنفرانس صلح پاریس در سال 1919 برای درخواست استقلال مصر شرکت کردند.یکی از رهبران سیاسی، سعد زغلول، که بعداً نخست وزیر شد، در این گروه حضور داشت.هنگامی که این گروه دستگیر و به جزیره مالت تبعید شد، تظاهرات در مصر شروع شد.
از مارس تا آوریل 1919 تظاهرات گسترده ای برگزار شد که به قیام تبدیل شد.اینها در مصر به انقلاب اول معروف هستند.در نوامبر 1919، کمیسیون میلنر توسط بریتانیایی ها به مصر فرستاده شد تا اوضاع را حل کند.در سال 1920، لرد میلنر گزارش خود را به جرج کرزن، وزیر امور خارجه بریتانیا ارائه کرد و توصیه کرد که تحت الحمایه باید با یک معاهده اتحاد جایگزین شود.
در نتیجه کرزن موافقت کرد که یک مأموریت مصری به ریاست زغلول و عدلی پاشا را برای گفتگو در مورد پیشنهادها دریافت کند.این هیئت در ژوئن 1920 وارد لندن شد و قرارداد در اوت 1920 منعقد شد. در فوریه 1921، پارلمان بریتانیا این قرارداد را تصویب کرد و از مصر خواسته شد تا هیئت دیگری را با اختیارات کامل برای انعقاد یک معاهده قطعی به لندن بفرستد.عدلی پاشا این مأموریت را رهبری کرد که در ژوئن 1921 وارد شد. با این حال، نمایندگان سلطنت در کنفرانس امپراتوری 1921 بر اهمیت حفظ کنترل بر منطقه کانال سوئز تاکید کرده بودند و کرزن نتوانست همکاران کابینه خود را متقاعد کند که با هر شرایطی که عدلی پاشا موافقت می کرد، موافقت کنند.آماده پذیرش شد مأموریت با انزجار به مصر بازگشت.
در دسامبر 1921، مقامات بریتانیایی در قاهره حکومت نظامی وضع کردند و بار دیگر زغلول را تبعید کردند.تظاهرات دوباره به خشونت منجر شد.در احترام به ناسیونالیسم فزاینده و به پیشنهاد کمیساریای عالی، لرد آلنبی، بریتانیا استقلال مصر را در سال 1922 به رسمیت شناخت، القاء السلطنه را لغو کرد و سلطنت مصر را به پادشاهی مصر تبدیل کرد.سرور پاشا نخست وزیر شد.با این حال، نفوذ بریتانیا بر زندگی سیاسی مصر تسلط یافت و اصلاحات مالی، اداری و دولتی را تقویت کرد.بریتانیا کنترل منطقه کانال، سودان و حفاظت خارجی مصر، پلیس، ارتش، راه‌آهن و ارتباطات، حفاظت از منافع خارجی، اقلیت‌ها و سودان را تا زمان توافق نهایی حفظ کرد.
زغلول به نمایندگی از حزب وفد در سال 1924 به عنوان نخست وزیر انتخاب شد. او از بریتانیا خواست که حاکمیت مصر در سودان و وحدت دره نیل را به رسمیت بشناسد.در 19 نوامبر 1924، فرماندار کل بریتانیایی سودان، سر لی استک، در قاهره ترور شد و شورش های طرفدار مصر در سودان آغاز شد.انگلیسی ها از مصر خواستند هزینه عذرخواهی بپردازد و نیروهایش را از سودان خارج کند.زغلول با اولی موافقت کرد اما دومی را نه و استعفا داد.

### به رسمیت شناختن
با افزایش احساسات ناسیونالیستی، بریتانیا به طور رسمی استقلال مصر را در سال 1922 به رسمیت شناخت و جانشین حسین کامل، سلطان فواد اول، عنوان پادشاه را جایگزین سلطان کرد.با این حال، نفوذ بریتانیا در امور مصر ادامه یافت. نگرانی خاص مصر، تلاش مستمر بریتانیا برای سلب کنترل مصر از کل سودان بود.هم برای پادشاه و هم برای جنبش ملی‌گرا، این غیرقابل تحمل بود، و دولت مصر تأکید کرد که فواد و پسرش ملک فاروق اول «پادشاه مصر و سودان» بودند.

### جنگ جهانی دوم
دولت مصر در جنگ جهانی دوم از نظر قانونی بی طرف بود.ارتش در جنگ نبود. در عمل انگلیسی ها مصر را به پایگاه اصلی عملیات علیه ایتالیا و آلمان تبدیل کردند و در نهایت هر دو را شکست دادند.بالاترین اولویت لندن کنترل مدیترانه شرقی بود، به ویژه باز نگه داشتن کانال سوئز برای کشتی های تجاری و برای ارتباطات نظامی با هند و استرالیا.چندین نبرد از مبارزات شمال آفریقا در خاک مصر انجام شد، مانند حمله ایتالیا به مصر، نبرد سیدی برانی یا نبرد مرسا ماتروه، نبردهای اول و دوم العلمین. 
دولت مصر و جمعیت مصر در جنگ جهانی دوم نقش کوچکی ایفا کردند.هنگامی که جنگ در سپتامبر 1939 آغاز شد، مصر حکومت نظامی اعلام کرد و روابط دیپلماتیک خود را با آلمان قطع کرد.این کشور به آلمان اعلان جنگ نکرد، اما نخست وزیر مصر را با تلاش های جنگی بریتانیا مرتبط کرد.روابط دیپلماتیک خود را با ایتالیا در سال 1940 قطع کرد، اما هرگز اعلام جنگ نکرد، حتی زمانی که ارتش ایتالیا به مصر حمله کرد.ملک فاروق عملاً موضعی بی طرف گرفت که با نظر نخبگان در میان مصریان مطابقت داشت.ارتش مصر هیچ جنگی نکرد.این جنگ نسبت به جنگ بی‌تفاوت بود و افسران برجسته به انگلیسی‌ها به‌عنوان اشغالگر نگاه می‌کردند و گاهی همدردی خصوصی نسبت به محور داشتند. در ژوئن 1940، پادشاه، نخست‌وزیر علی ماهر را برکنار کرد که با بریتانیایی‌ها رابطه خوبی نداشت. یک دولت ائتلافی جدید با حسن پاشا صبری مستقل به عنوان نخست وزیر و پس از آن حسین سیری پاشا تشکیل شد.
به دنبال بحران وزارتی در فوریه 1942، سفیر سر مایلز لمپسون، فاروق را تحت فشار قرار داد تا دولت وفد یا ائتلاف وفد را جایگزین دولت حسین سیری پاشا کند.در شب 4 فوریه 1942، سربازان و تانک های انگلیسی کاخ عابدین در قاهره را محاصره کردند و لمپسون اولتیماتوم را به فاروق ارائه کرد.فاروق تسلیم شد، نحاس اندکی پس از آن دولت تشکیل داد.با این حال، تحقیر فاروق، و اقدامات وفد در همکاری با انگلیسی ها و به دست گرفتن قدرت، حمایت از بریتانیا و وفد را در بین غیرنظامیان و مهمتر از آن، ارتش مصر از دست داد.

### دوران پس از جنگ
اکثر نیروهای بریتانیایی در سال 1947 به منطقه کانال سوئز عقب نشینی کردند (اگرچه ارتش بریتانیا یک پایگاه نظامی در این منطقه داشت)، اما احساسات ملی گرایانه و ضد انگلیسی پس از جنگ همچنان رو به افزایش بود. به دنبال عملکرد فاجعه بار پادشاهی در جنگ اول اعراب و اسرائیل، احساسات ضد سلطنتی بیشتر شد.انتخابات 1950 شاهد پیروزی قاطع حزب ملی گرای وفد بود و پادشاه مجبور شد مصطفی النحاس را به عنوان نخست وزیر جدید منصوب کند.در سال 1951 مصر به طور یکجانبه از معاهده انگلیس و مصر در سال 1936 خارج شد و به تمام نیروهای باقی مانده بریتانیا دستور داد کانال سوئز را ترک کنند.

### اورژانس سوئز
به گزارش بی‌بی‌سی، «در اکتبر 1951، درگیری شدید بین دولت‌های بریتانیا و مصر بر سر تعداد نیروهای بریتانیایی مستقر در کشور شکسته شد.در پاسخ، دولت بریتانیا 60000 سرباز را در 10 روز بسیج کرد، که بزرگترین انتقال هوایی نیروها از زمان جنگ جهانی دوم توصیف شد.»
از آنجایی که انگلیسی ها حاضر به ترک پایگاه خود در اطراف کانال سوئز نشدند، دولت مصر آب را قطع کرد و از ورود مواد غذایی به پایگاه کانال سوئز خودداری کرد، کالاهای انگلیسی را تحریم کرد، کارگران مصری را از ورود به پایگاه منع کرد و از حملات چریکی حمایت کرد.این وضعیت منطقه اطراف کانال سوئز را به یک منطقه جنگی سطح پایین تبدیل کرد.در 24 ژانویه 1952، چریک های مصری حمله ای را به نیروهای انگلیسی در اطراف کانال سوئز ترتیب دادند که طی آن پلیس کمکی مصر در حال کمک به چریک ها مشاهده شد.در پاسخ، در 25 ژانویه، ژنرال جورج ارسکین تانک ها و پیاده نظام انگلیسی را برای محاصره پاسگاه پلیس کمکی در اسماعیلیه فرستاد و به پلیس یک ساعت فرصت داد تا سلاح های خود را در محوطه تسلیم کنند.پلیس در حال مسلح کردن چریک ها بود.فرمانده پلیس با فواد سراج الدین، وزیر کشور، دست راست نحاس که در آن زمان در حمام خود سیگار می کشید تماس گرفت تا از او بپرسد که آیا باید تسلیم شود یا بجنگد.سراج الدین به پلیس دستور داد تا «تا آخرین مرد و آخرین گلوله» بجنگند.در نبرد حاصل، ایستگاه پلیس با خاک یکسان شد و 43 پلیس مصری همراه با 3 سرباز انگلیسی کشته شدند.حادثه اسماعیلیه خشم مصر را برانگیخت.روز بعد، 26 ژانویه 1952، "شنبه سیاه" بود، همانطور که شورش ضد بریتانیا شناخته می شد.بخش عمده ای از مرکز شهر قاهره که خدیو اسماعیل بزرگوار آن را به سبک پاریس بازسازی کرده بود، در آتش سوخت.فاروق وفد را مسئول شورش شنبه سیاه دانست و روز بعد نحاس را از سمت نخست وزیری برکنار کرد و علی ماهر پاشا را جایگزین او کرد.

### انحلال
در 23 ژوئیه 1952، جنبش افسران آزاد به رهبری محمد نجیب و جمال عبدالناصر، ملک فاروق را در کودتا سرنگون کردند که انقلاب مصر در سال 1952 آغاز شد. در 26 ژوئیه، فاروق به نفع هفت ماهه خود کناره گیری کرد.پسر قدیمی احمد فواد، که پادشاه فواد دوم را آغاز کرد.در ساعت 6 بعدازظهر همان روز، پادشاه سابق مصر با قایق تفریحی سلطنتی همراه با سایر اعضای خانواده سلطنتی، از جمله شاه نوزاد جدید، مصر را ترک کرد.به دنبال پیشینه حاکمیت زیر سن اکثریت، شورای سلطنت به رهبری شاهزاده محمد عبدالمنعم تشکیل شد. با این حال، شورای سلطنت تنها دارای اختیارات اسمی بود، زیرا قدرت واقعی در اختیار شورای فرماندهی انقلاب به رهبری نجیب و ناصر بود. 
انتظارات مردمی برای اصلاحات فوری منجر به شورش کارگران در کفر داور در 12 اوت 1952 شد که منجر به صدور دو حکم اعدام شد.افسران آزاد پس از آزمایش کوتاهی با حکومت غیرنظامی، سلطنت را لغو کردند و در 18 ژوئن 1953 مصر را جمهوری اعلام کردند و قانون اساسی 1923 را لغو کردند.به عنوان اولین رئیس جمهور مصر، در حالی که ناصر به عنوان معاون نخست وزیر منصوب شد.